# Зелёный (Свердловская область)
Зелёный — посёлок в Серовском районе Свердловской области России. Входит в Сосьвинский муниципальный округ.
Ранее посёлок входил в состав Кошайского сельсовета Серовского района.

## Географическое положение
Посёлок Зелёный расположен в 8 километрах (по дорогам в 12 километрах) к юго-юго-западу от посёлка Сосьва и в 88 километрах (по дорогам в 105 километрах) от города Серова, на левом берегу реки Сосьвы (правого притока реки Тавды). В посёлке расположен остановочный пункт 97 км Свердловской железной дороги.

## Население
| 2002 | 2010 | 2021 |
| ---- | ---- | ---- |
| 12   | ↘3   | ↘1   |